# Mohammad Aslam Watanjar
Mohammad Aslam Watanjar (Chauny, 1946 - Odesa, 24 de noviembre de 2000) fue un militar y político afgano.

## Primeros años
Nació en una familia de campesinos pertenecientes a la alianza tribal ghilzai de etnia pastún en Chauny, un pequeño poblado del Distrito Zurmat de la provincia de Paktia.
Recibió educación primaria en su pueblo natal; se graduó en el Liceo Militar de Kabul en 1965 y en la Academia Militar de Kabul en 1968. Desde ese año fue un oficial (Teniente) en la 4.ª Brigada Acorazada.
Participó activamente en el golpe de Estado de 1973 que llevó al poder al general Mohammed Daud. Ese año fue promovido a Capitán y se unió al marxista Partido Democrático Popular de Afganistán (PDPA). En 1975 fue ascendido a Mayor y nombrado comandante del 1.er Batallón de la 4.ª Brigada Acorazada.

## Revolución
El 27 de abril de 1978 se convirtió en uno de los líderes del levantamiento que puso fin al régimen de Daud.
Con el fin de obtener municiones para derribar al gobierno, a las nueve de la mañana del 27 pidió a las autoridades que se le entregaran 6 municiones para cada uno de los 10 tanques de su batallón para que puedan actuar si había una sublevación (pues esos eran días de tensión política). Cuando el permiso de municiones había sido recibido, Watanjar le agregó un cero al seis, así obtuvo un total de 600 municiones para su batallón.
A las 11 horas moviliza a sus blindados para el centro de Kabul y a las 12 Watanjar ordenó el primer disparo contra el palacio presidencial y también atacó el edificio del Ministerio de Defensa y la cárcel de presos políticos Pul-i-Charkhi. Así, Watanjar se convirtió en el comandante de tierra y junto al comandante aéreo Cnel. Abdul Qadir derribó a Daud.
A la noche, ambos hablaron por Radio Kabul anunciando el fin del régimen y la formación de un Consejo Revolucionario de las Fuerzas Armadas con Qadir a la cabeza y con Watanjar como uno de los miembros.
Con la victoria, el tanque usado por Watanjar fue colocado en un pedestal en el centro de Kabul como monumento y él fue ascendido a teniente coronel.
El día 30 los militares pasaron voluntariamente el poder al PDPA y Nur Mohammad Taraki fue nombrado presidente de la República Democrática.

## En el gobierno revolucionario
El 1 de mayo fue nombrado primer ministro Adjunto y ministro de Comunicaciones. A partir del 8 de julio fue trasladado al Ministerio del Interior y desde el 17 de agosto al Ministerio de Defensa. Entre el 19 de marzo y el 1 de abril de 1979, además, fue Jefe del Estado Mayor General. Fiel partidario de Taraki, en julio de 1979, el primer ministro Hafizullah Amín lo trasladó de su puesto como ministro de Defensa al menos importante de ministro del Interior. El 27 de marzo, asumió como miembro del Alto Consejo de Defensa Nacional.

## Resistencia a Amín y primer exilio
El 14 de septiembre de 1979 Amín inició un golpe de Estado e intentó eliminar al presidente Taraki (a quien, horas más tarde, apresó). Watanjar, el ministro de Comunicaciones Said Mohammad Gulabzoi y el jefe de inteligencia Asadulá Sarvari, llegararon a la embajada de la URSS, donde trataron de organizar la resistencia al golpe. Sin embargo, el embajador les prohibió usar el teléfono, y entonces debieron trasladarse a la embajada de Checoslovaquia, donde se encontraron con una actitud similar. Los diplomáticos intentaban mantenerse neutrales por la confusión de la situación y para no estropear las relaciones con las autoridades afganas. Watanjar, como todos los leales a Taraki (que finalmente fue asesinado por orden de Amín), fue destituido oficialmente de sus cargos el día 16.
Watanjar, Gulabzoi y Sarvari pasaron a la clandestinidad. Establecieron contacto con la inteligencia soviética, que llevó a cabo la «Operación Arco Iris» para rescatar a la oposición de la persecución del dictador Amín. Watanjar residió unos días en una habitación de una casa cerca de la embajada de la URSS, pudiendo salir sólo de noche al patio para tomar aire fresco. Mientras tanto, Amín reforzó la búsqueda de los antiguos partidarios de Taraki y por el peligro de ser descubierto, Watanjar salió clandestinamente del país el 19 de septiembre a través de la base aérea de Bagram de donde partió en avión a Taskent.

## De nuevo en el gobierno
Regresó a Afganistán la noche del 24 al 25 de diciembre de 1979, dos días antes de que Amín fuera derrocado. El 28 fue nombrado ministro de Comunicaciones (confirmado el 11 de enero de 1980). Se mantuvo en el cargo hasta 1988, supervisando los preparativos para el vuelo del primer y único cosmonauta de Afganistán, Abdul Ahad Mohmand. Desde junio de 1981 era miembro del Politburó del PDPA. El 15 de noviembre de 1988, Watanjar reemplazó a Gulabzoi como ministro del Interior.
Desde julio de 1980 estuvo a cargo de la zona militar centro (provincias de Kabul, Bamiyan y Parwan). El 19 de agosto de 1987 fue ascendido a Mayor General. Desde el 20 de febrero de 1989 fue uno de los miembros del Consejo Supremo de Defensa de la Patria.
El 6 de marzo de 1990 el ministro de Defensa Tte. Gral. Shahnavaz Tanai intentó un golpe de Estado contra el presidente Mohammad Najibullah. La sala donde el presidente, Watanjar y otros dirigentes daban una conferencia de prensa fue bombardeada y el techo se desmoronó, pero ellos sobrevivieron. El ataque inicial fue repelido con la fuerza de los zarandoi, policía del ministerio del interior fuertemente armada. Najibullah anunció por radio que ascendía a Watanjar a Coronel General y le nombraba ministro de Defensa, con lo que el palacio Darul Aman (utilizado como edificio del ministerio) se convirtió en su cuartel general. Tanai, miembro del ala Jalq del Partido, actuaba en coordinación con Gulbuddin Hekmatyar, terrorista islamista. Watanjar, aun siendo de la facción Jalq, no se unió al golpe porque

«Ni siquiera pensaría en unirme a un complot tan diabólico. Me uní a la Revolución para liberar a mi pueblo de la pobreza y la miseria, no para tirar su suerte a un puñado de traidores. Tanai es un hombre ambicioso y egoísta, sin ningún tipo de conciencia.»

Watanjar se mantuvo leal al Parcham Najibullah porque le parecía que la división entre Jalq y Parcham eran inválida; que con la Revolución debilitada, no se podía dar el lujo de fragmentarse y porque Najibullah había abandonado la ideología del Partido en su esfuerzo por frenar la guerra civil.
El golpe fue finalmente derrotado y Tanai huyó. El 11 de marzo Watanjar fue ascendido a General de Ejército, el rango más alto posible. En junio fue elegido miembro de la Mesa Ejecutiva del Consejo Central del Partido de la Patria (nuevo nombre del PDPA).

## Final
Cuando Najibullah fue derrocado por los integristas muyahidines, Watanjar partió al exilio a Rusia (y su histórico tanque fue retirado del pedestal donde se exhibía). Luego se trasladó a Odesa, Ucrania, donde murió (de cáncer) en la pobreza.
Según el general Mahmut Gareev:

«El principal inconveniente de Watanjar era su sinceridad, su carácter excesivamente suave y bondadoso que le impedía emplear el poder, casi a organizarse y exigir la ejecución de las tareas. En condiciones de escasa organización y desorden, las entonces existentes en Afganistán, estos defectos de carácter y métodos de trabajo de Watanjar debilitaban sus departamentos de gestión y fuerzas subordinadas. Pero el general Watanjar era honesto y cumplió fielmente con su nación y su República.»